# إرنستين كانون
إرنستين كانون (1904-1969) ، والمعروفه أيضًا باسم إرنستين فيردن كانون، مصممة خزفيًة أمريكية ومصممة لأواني العشاء، مقر عملها في إيطاليا. عاشت كانون في ساليرنو خلال الحرب العالمية الثانية، حيث أسست أعمالها عام 1948 استجابة لفقر ما بعد الحرب الذي شهدته هناك.  في عام 1949، تم عرض الأواني الفخارية التي تم إنتاجها لتصاميم كانون في عرض تجاري في بيتسبرغ من قبل ممثليها الحصريين فيشر وبروس وشركاه ، مما جذب انتباهًا أوسع لعملها وأدى إلى بيعها من خلال المتاجر مثل نيمان ماركوس . في عام 1951 ، مُنحت كانون جائزة Neiman Marcus Fashion ، والسبب في ذلك أن «تصاميمها الإبداعية» قد جلبت حياة جديدة لصناعة السيراميك في إيطاليا. 